# TIFF 2010
Cea de-a noua ediție a Festivalului Internațional de Film Transilvania s-a desfășurat în perioada 28 mai - 6 iunie 2010 la Cluj-Napoca. 
În competiția pentru Trofeul Transilvania au intrat 12 filme.

## Filmele din competiția oficială
| Titlu original            | Titlu românesc            | Țara                   | Regizor                               |
| ------------------------- | ------------------------- | ---------------------- | ------------------------------------- |
| Mundane History           | Poveste anodină           | Thailanda              | Anocha Suwichakornpong                |
| Gordos                    | Grașii                    | Spania                 | Daniel Sanchez Arevalo                |
| R                         | R                         | Danemarca              | Tobias Lindholm, Michael Noer         |
| A Rational Solution       | O soluție rațională       | Suedia                 | Jorgen Bergmark                       |
| Nothing Personal          | Nimic personal            | Irlanda/ Țările de Jos | Urszula Antoniak                      |
| Last Conversation         | Ultima conversație        | Țările de Jos          | Noud Heerkens                         |
| Medalia de onoare         | Medalia de onoare         | România                | Călin Peter Netzer                    |
| Felicia, înainte de toate | Felicia, înainte de toate | România                | Răzvan Rădulescu & Melissa de Raaf    |
| Reverse                   | Invers                    | Polonia                | Borys Lankosz                         |
| Altiplano                 | Altiplano                 | Belgia                 | Peter Brosens, Jessica Hope Woodworth |
| Devil's Town              | Orașul diavolului         | Serbia                 | Vladimir Paskaljevic                  |
| Le bel âge                | Cei mai frumoși ani       | Franța                 | Laurent Perreau                       |